# Sekpele (Volk)
Die Sekpele sind ein Volk aus der Gruppe der sogenannten Togo-Restvölker in Ghana mit 23.400 (2003) Mitgliedern. Vorwiegend leben die Sekpele im östlichen Ghana, zwischen dem Volta-Stausee und Togo nördlich des 7. Breitengrades direkt an der Grenze zu Togo. Nachbarvölker sind die Lelemi, Santrokofi und Ewe.
Ihre Sprache ist das Sekpele (auch Lipke) aus der Gruppe der Kwa-Sprachen.